# Narancsszínű zuzmószövő
A narancsszínű zuzmószövő (Eilema lutarella) a kvadrifid bagolylepkefélék családjába tartozó, Eurázsiában honos lepkefaj. 

## Megjelenése
A narancsszínű zuzmószövő szárnyfesztávolsága 26-30 mm. Homlokon a csápok között és előtt feketésbarna folt található. Tora sötétsárga, a potroh töve szürkésbarna, a potrohvég és a hím farpamacsa sárga. A hasoldal sárgás, szürkésbarna, rásimuló szőrzettel; lábai sötétbarnák, sárga pikkelycsíkkal; a csáp is hasonló színezetű. Az elülső szárny sárga, aranysárga fénnyel, aa fonák sötét színezete néha gyengén átüt a felszínre. A hátulsó szárny kissé narancsos árnyalatú sárga, töve és a felső szegélye erősen, sötétbarnán behintett, néha akár a szárny közepéig. Az elülső szárny fonákja feketésbarna, a szegélye narancssárga, a hátulsó szárny felső szegélyén csak az erek vannak sötéten behintve. Rojtja sárga.
A szárnyak alapszíne barnás is lehet. 
Petéje kerekded, narancsbarna színű.    
Hernyója sárgásszürke, hátán fekete vonal húzódik, ennek kétoldalán barnás foltok sora található. Oldalvonala fehér, felső szegélyén sárgás. Szőrzete szürkésbarna. Bábja vörösbarna.

### Hasonló fajok
Magyarországon nem él másik, hasonló faj. 

## Elterjedése
Eurázsiában honos, Észak-Spanyolországtól az Amur-vidékig. A Brit-szigetekről hiányzik. Magyarországon országszerte megtalálható. 

## Életmódja
Száraz és meleg sziklalejtők, sziklás gyepek, bozótosok, tisztások lakója; a rövid füvű, bokrok nélküli legelőket, gyepeket kerüli. 
Évente egy nemzedéke nő fel, imágóival július-augusztusban lehet találkozni. Nappal aktív, különféle virágokon (pl. szurokfű, imola, bogáncsfajok) szívogatják a nektárt. Hernyója a köveken, fakérgen, földön megtelepedett zuzmókkal, kisebb mértékben mohákkal és holt növényi anyagokkal táplálkozik. Hernyóként telel át, majd a következő év júniusában barnásszürke, laza szövedékben bebábozódik. 

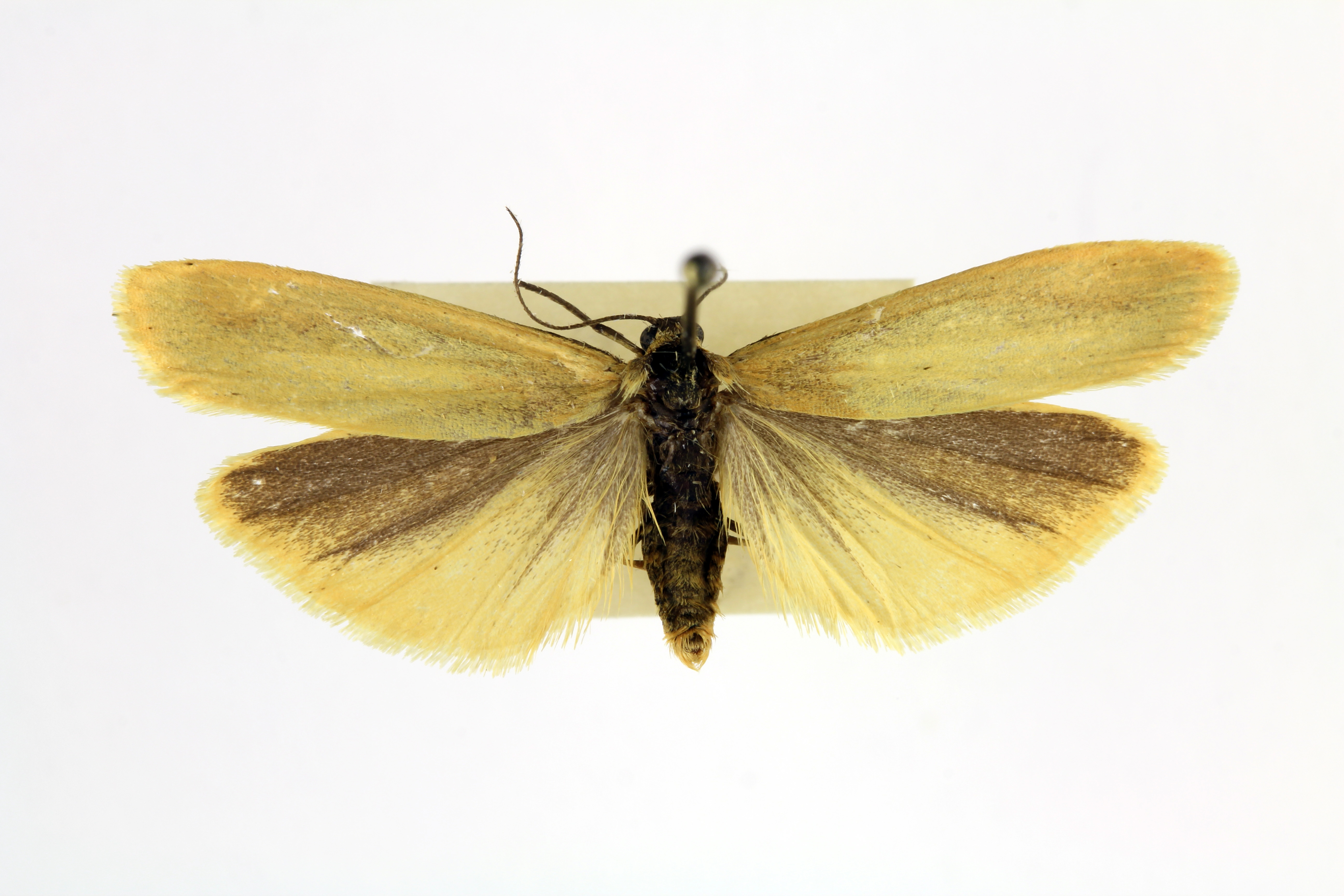
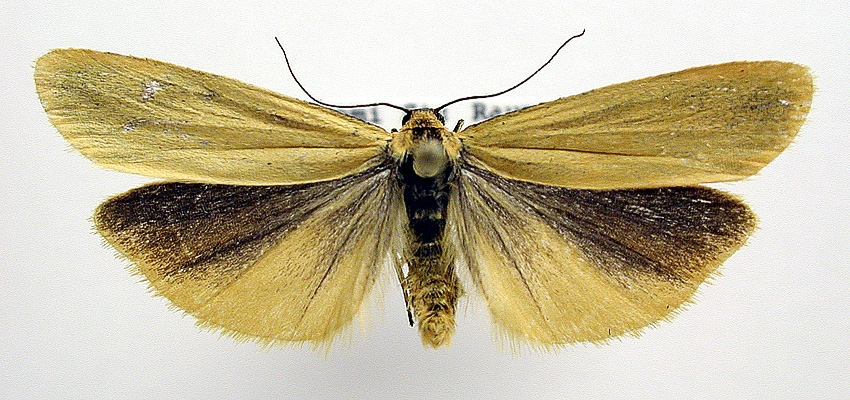
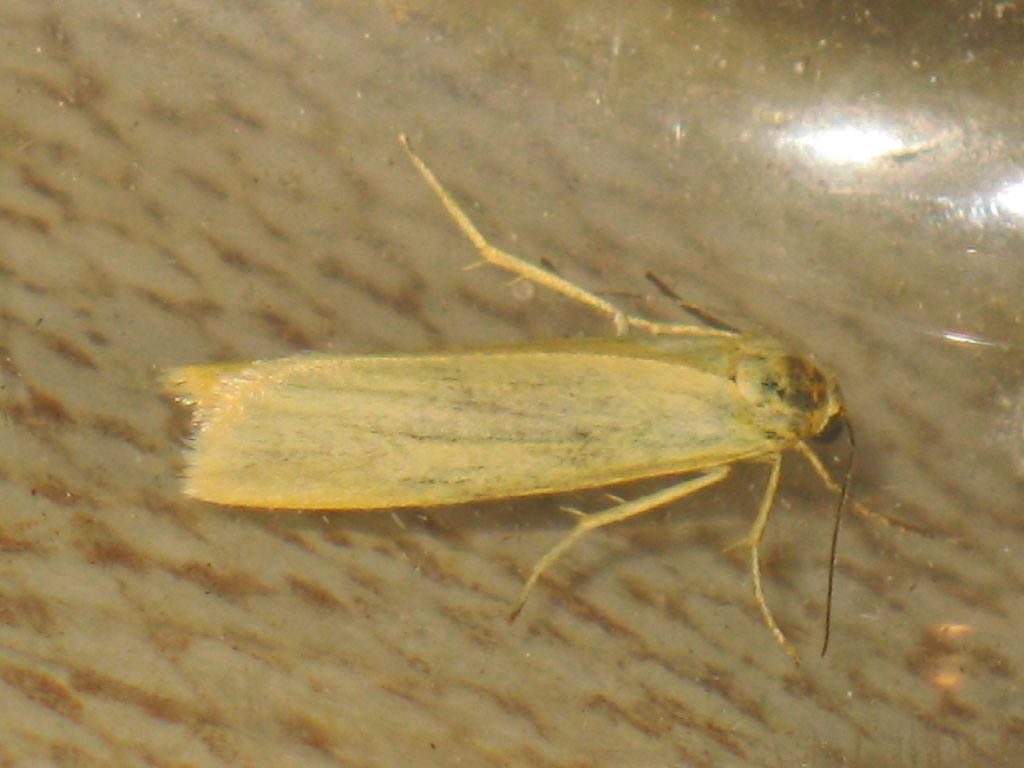
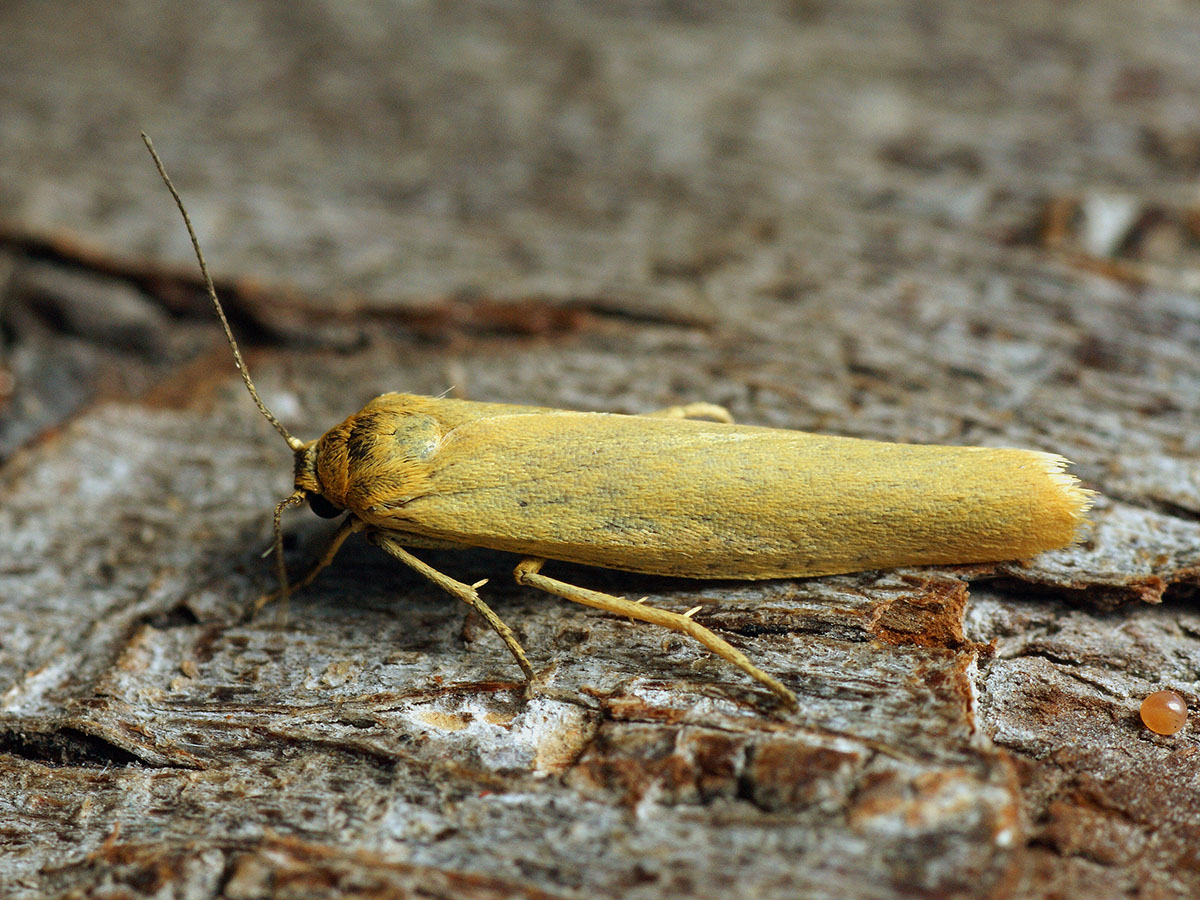
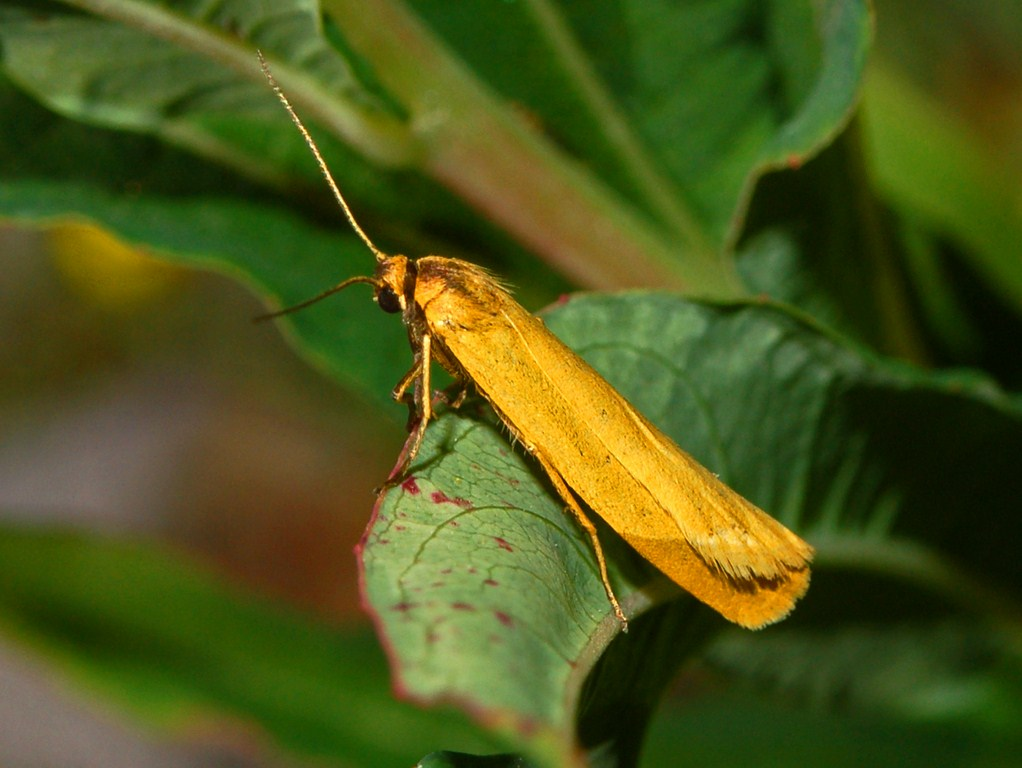

Magyarországon nem védett. 